# Coen Zuidema
Coen Zuidema (còn có tên là Coenraad Zuidema, sinh ngày 29 tháng 8 năm 1942 tại Surakarta, Indonesia) là một kỳ thủ cờ vua Hà Lan.
Zuidema theo học ngành Toán học tại Đại học VU Amsterdam từ năm 1960 đến năm 1968. Từ năm 1974 cho đến khi nghỉ hưu, ông làm việc tại IBM.
Coen Zuidema đã tham gia một số giải đấu cờ vua có tính cạnh tranh cao, chẳng hạn như ở Tel Aviv, Sankt-Peterburg, và Beograd. Năm 1963, ông giành chiến thắng tại Giải Niemeyer dành cho kỳ thủ châu Âu dưới 20 tuổi. Năm 1964, ông đạt được danh hiệu International Master (IM) của FIDE.  Năm 1972, ông giành chức vô địch tại Giải vô địch cờ vua Hà Lan.
Hệ số Elo của ông là 2450 và giữ nguyên kể từ năm 1977; Đây cũng là hệ số cao nhất mà ông đạt được. Hệ số Elo lịch sử ước tính tốt nhất của ông trước khi hệ thống xếp hạng Elo ra đời là 2507, đạt được vào tháng 7 năm 1966.